# 京極宮公仁親王
京極宮公仁親王（きょうごくのみや きんひとしんのう、享保18年正月初五-明和7年六月廿二）（1733年2月18日—1770年7月14日），為日本江戶時代中期的皇族，京極宮家仁親王的長子。為京極宮（桂宮）家第九代當主，幼稱若宮，後來在寬保元年（1741年）改名胡佐麿（こさまろ）。
寬保2年（1742年）成為桃園天皇的猶子，延享2年（1745年）2月接受親王宣下，命名為公仁，同時行元服禮及擔任上總太守一職，不久又在12月敘三品。
寶曆3年（1753年）12月昇敘為二品親王，次年（1754年）和閑院宮直仁親王的第三女室子女王結婚，其父家仁親王同時將當主之職讓給他。寶曆6年（1756年）室子女王去世，三年後（1759年）他又與紀州德川家德川宗直的女兒德川壽子再婚。
明和7年（1770年）去世，享年38歳，法名清淨觀院，無子，只有一女在子（ますこ）女王（一橋治濟之妻）。
家仁親王過世後，京極宮家由壽子妃暫時管理，寬政元年（1789年）壽子妃也去世，京極宮家當主空缺。
| 前任： 家仁親王 | 京極宮家第7代當主 1754年—1770年7月14日 | 繼任： 盛仁親王 |